# Memoria de semiconductor
Una memoria de semiconductor es un dispositivo electrónico digital de almacenamiento de datos, a menudo utilizada como memoria de ordenador, implementado con dispositivos electrónicos semiconductores en un circuito integrado (IC). Hay muchos tipos diferentes de implementaciones, que utilizan varias tecnologías.
La mayoría de los tipos de memoria de semiconductores tienen la propiedad del acceso aleatorio, lo que significa que utiliza la misma cantidad de tiempo para acceder a cualquier ubicación de la  memoria, de forma que se puede acceder a los datos de forma eficiente de forma aleatoria. Esto contrasta con los medios de almacenamiento de los datos, como los discos duros y CD, que leen y escriben los datos de forma consecutiva y, por lo tanto, el dato sólo puede ser accedido en la misma secuencia en que se escribió. La memoria de semiconductor también tiene mucho mejores tiempos de acceso que otros tipos de almacenamiento de datos; se puede escribir o leer un byte de datos de la memoria de semiconductor en unos pocos nanoseconds, mientras que el tiempo de acceso para el almacenamiento rotatorio, como discos duros, está en el rango de los milisegundos. Por estas razones, se utiliza como  memoria de ordenador principal (almacenamiento primario), para mantener los datos con los que el  ordenador actualmente está trabajando, entre otros usos.
Registros de cambios, registros de procesador, Búfer de datos y otros registros digitales pequeños, que no tienen ningún mecanismo de descodificación de la dirección de memoria, no se consideran memoria a pesar de que también almacenan datos digitales.

## Tipos

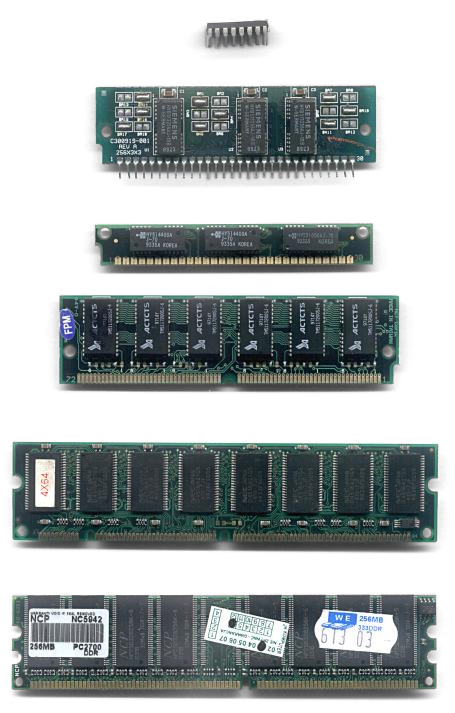
Chips RAM para ordenadores vienen habitualmente en módulos de memoria removibles como estos. Se puede añadir más memoria al dispositivo enchufando módulos adicionales.

La memoria volátil pierde los datos almacenados cuando se quita la fuente de electricidad del chip de memoria. No obstante, puede ser más rápida y menos cara que la memoria no volátil. Este tipo de memoria se utiliza como memoria principal en la mayoría de ordenadores, ya que los datos se almacenan en el disco duro cuando el ordenador está apagado. Los tipos principales son:
RAM (Random-access memory) se ha convertido en un término genérico para cualquier memoria de semiconductor en la que se puede escribir, además de leer, a diferencia de la ROM (explicada más abajo), que sólo se puede leer.  Todas las memorias semiconductoras, no sólo la RAM, tienen la propiedad del acceso aleatorio.
- DRAM (Dynamic random-access memory).
  - FPM DRAM (Fast page mode DRAM).
  - VRAM  (Video random access memory) .
  - SDRAM (Synchronous dynamic random-access memory).
    - DDR SDRAM (Double data rate SDRAM) 
      - DDR2 SDRAM que transfiere 4 palabras consecutivas por ciclo de reloj
      - DDR3 SDRAM transfiere 8 palabras consecutivas por ciclo de reloj.
      - DDR4 SDRAM transfiere 16 palabras consecutivas por ciclo de reloj.

    - RDRAM (Rambus DRAM).
    - SGRAM (Synchronous graphics RAM).
    - PSRAM (Pseudostatic RAM).
- SRAM (Static random-access memory).
- Content-addressable memory.

La memoria no volátil preserva los datos almacenados en ella durante el periodo en el que el chip está apagado.  Por lo tanto, se utiliza como memoria en los dispositivos portátiles, que no tienen discos y para tarjetas de memoria removibles, entre otros usos.  Los tipos principales son:
- ROM (Read-only memory) 
  - Mask programmed ROM.
  - PROM (Programmable read-only memory).
  - EPROM (Erasable programmable read-only memory) 4M EPROM, mostrando la ventana transparente usada para borrar los datos contenidos en el chip

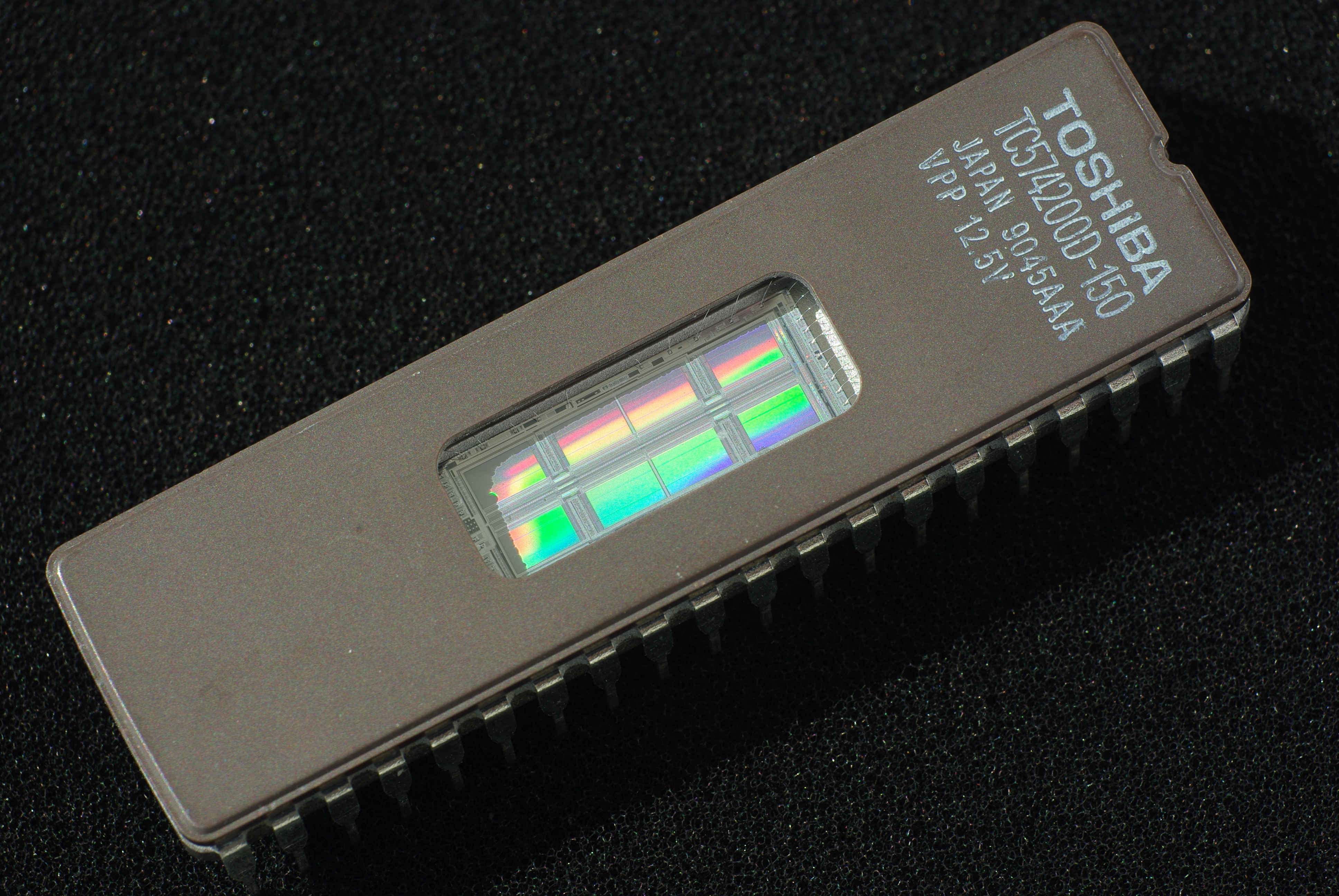
4M EPROM, mostrando la ventana transparente usada para borrar los datos contenidos en el chip

  - EEPROM (Electrically erasable programmable read-only memory)   .
- NVRAM (Memoria flash)   En este tipo el proceso de escritura tiene una velocidad intermedia entre las memorias EEPROMS y RAM; en ellas se puede escribir, pero no lo suficientemente rápido para ser empleada como memoria principal. Se utiliza frecuentemente como una versión semiconductora de los  discos duros (discos duros de estado sólido), para guardar archivos. Se utiliza en los dispositivos portátiles como PDAs, memorias USB, y tarjetas de memoria removibles utilizadas en cámaras digitales y teléfonos móviles.